# جزيرة فاضل
جزيرة فاضل هي تجمع لاجئين فلسطينيين تابع لمركز أبو كبير في محافظة الشرقية في مصر، يبلغ تعداد سكانها أكثر من 3500 نسمة (350 عائلة)،كلهم من اللاجئين الفلسطينين من منطقة بئر السبع[بحاجة لمصدر] الذين هجّروا عام 1948.
بموجب تعريف وكالة غوث وتشغيل اللاجئين الفلسطينيين لا تصنف جزيرة فاضل كمخيم لاجئين فلسطينيين لأن مصر غير مشمولة بلائحة الدول التي تصنفها الأونروا كمنطقة عمليات لها.